# رحالة (أحياء)

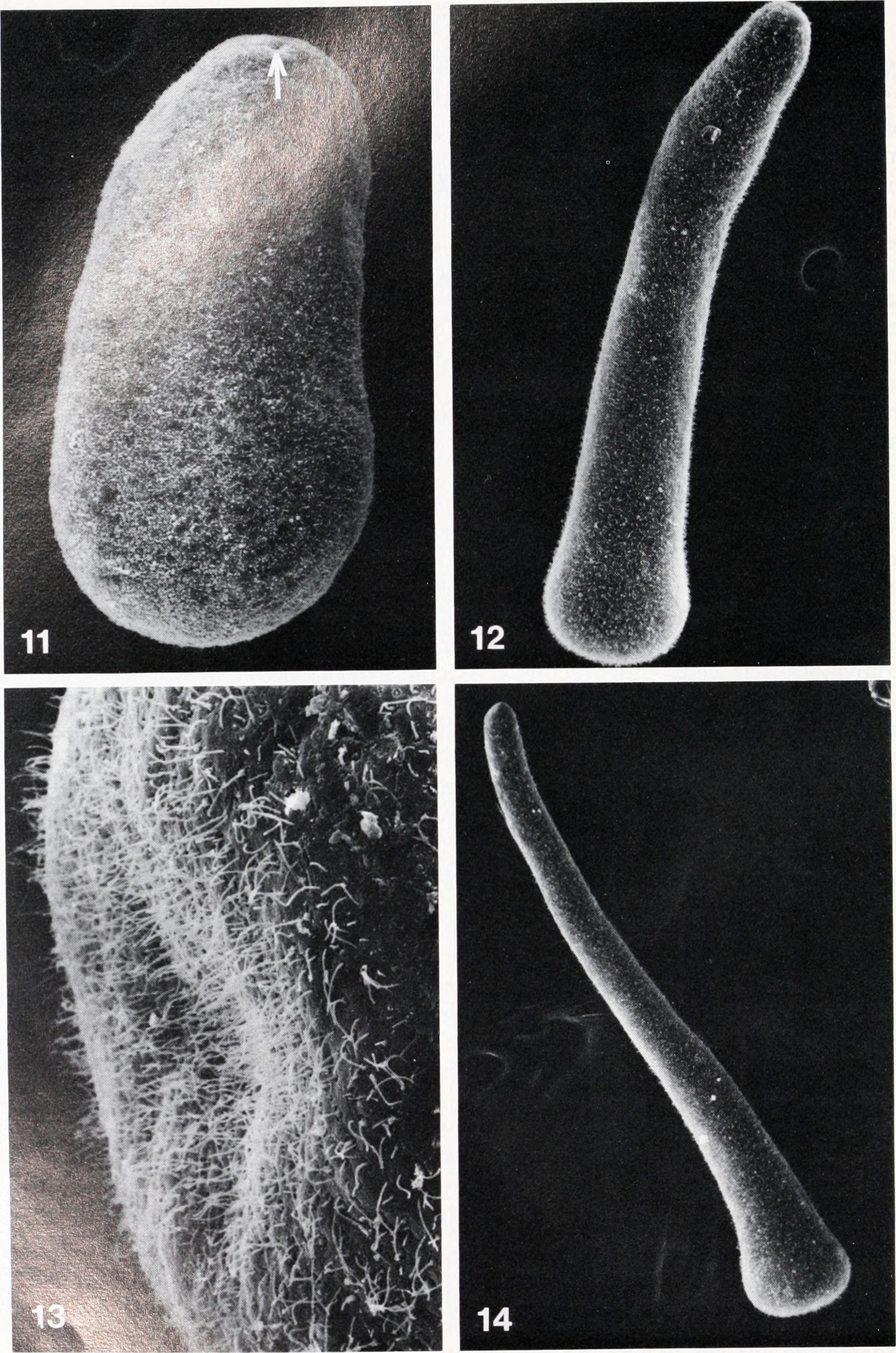

الرحالة أو البلانولا (بالإنجليزية: Planula)‏، هي يرقات مهدبة حرة السباحة تُعطى من قبل البيوض المخصبة في معظم اللاسعات وكذلك في القليل من الديدان الخرطومية. توجد الرحالة بين العوالق في بعض الأحيان وقد تتبعثر بشكل واسع في التيارات المائية.